# ساوت ساراسوتا (فلوریدا)
ساوت ساراسوتا (به انگلیسی: South Sarasota) یک منطقهٔ مسکونی در ایالات متحده آمریکا است که در شهرستان ساراسوتا، فلوریدا واقع شده‌است. ساوت ساراسوتا ۶٫۰ کیلومتر مربع مساحت و ۴٬۹۵۰ نفر جمعیت دارد و ۴ متر بالاتر از سطح دریا واقع شده‌است.